# Río Paraguá
 (septembre 2022).
Ne doit pas être confondu avec le río Paraguá du Venezuela.
Le río Paraguá est une rivière de Bolivie, affluent du Río Guaporé ou Río Iténez, qui coule dans les départements de Santa Cruz et de Beni. 

## Géographie
Il naît dans les environs de la ville de San Ignacio de Velasco, dans la province de José Miguel de Velasco du département de Santa Cruz et se dirige vers le nord-nord-ouest. Il longe la frontière occidentale du parc national Noel Kempff Mercado d'où il reçoit une série de petits affluents dont le río San Ramon (120 km) et le río Turvo (160 km). Il se jette dans le Guaporé, dans le territoire du département de Beni.
Ses eaux sont relativement abondantes, bien qu'il traverse une zone modérément arrosée comme toute la partie est de la Bolivie. Son bassin a une superficie de 27 786 km2. Il est presque entièrement situé (sauf l'embouchure) en territoire de Santa Cruz.